# إيزوبل لينارت
إيزوبل لينارت (بالإنجليزية: Isobel Lennart)‏ هي كاتِبة وكاتبة سيناريو أمريكية، ولدت في 18 مايو 1915 في بروكلين في الولايات المتحدة، وتوفيت في 25 يناير 1971 في هيميت في الولايات المتحدة بسبب حادث مرور.

## وصلات خارجية
- إيزوبل لينارت على موقع IMDb (الإنجليزية)
- إيزوبل لينارت على موقع ألو سيني (الفرنسية)
- إيزوبل لينارت على موقع أول موفي (الإنجليزية)
- إيزوبل لينارت على موقع قاعدة بيانات برودواي على الإنترنت (الإنجليزية)
- إيزوبل لينارت على موقع قاعدة بيانات الأفلام السويدية (السويدية)
- إيزوبل لينارت على موقع قاعدة بيانات الفيلم (الإنجليزية)
- إيزوبل لينارت على موقع كينوبويسك (الروسية)